# Darrell Rooney
Pour les articles homonymes, voir Rooney.
Darrell Rooney est un animateur, storyboardeur, et réalisateur canadien.

## Biographie
Darrell Rooney travaille régulièrement pour Walt Disney Company. Il est surtout connu pour avoir réalisé Le Roi lion 2 et Mulan 2. Il a commencé à travailler pour Walt Disney en 1978. Il a également participé à l'animation des effets visuels sur le film Tron (1982).
Il a été nommé pour un Annie Award en 2001 pour le film La Belle et le Clochard 2.

## Filmographie

### Comme storyboardeur
- 1995 : Dingo et Max
- 2012 : Hôtel Transylvanie
- 2015 : Hôtel Transylvanie 2
- 2018 : Hôtel Transylvanie 3 : Des vacances monstrueuses
- 2022 : Hôtel Transylvanie : Changements monstres

### Comme réalisateur
- 1998 : Le Roi lion 2 : L'Honneur de la tribu
- 2001 : La Belle et le Clochard 2 : L'Appel de la rue avec Jeannine Roussel
- 2004 : Mulan 2 : La Mission de l'Empereur